# مدرس مساعد

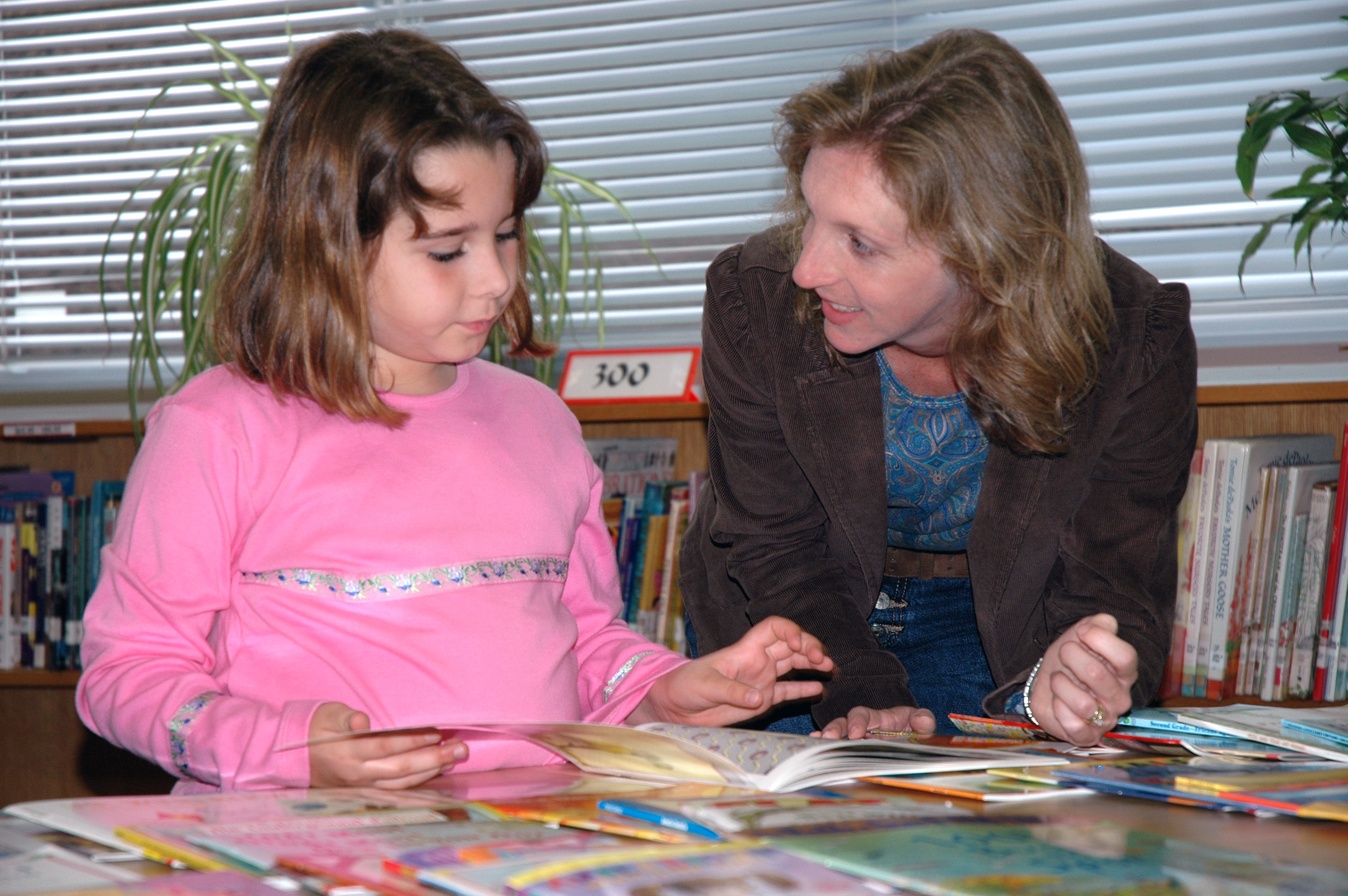

الأستاذ المساعد (بالإنجليزية: Teaching assistant)‏ هو الشخص الذي يساعد الأستاذ أو المعلم في المهام التعليمية. ويشمل مساعدي التدريس الخريجين، وهم طلاب دراسات عليا؛ مساعدي التدريس الجامعيين (UTAs)، وهم طلاب جامعيون؛ ومساعدي التدريس في المدارس الثانوية ، الذين قد يكونون إما من طلاب المدارس الثانوية أو بالغين، ومساعدي التدريس في المدارس الابتدائية، ويكونون من البالغين (ويعرفون أيضا بمربي المستضعفين أو مساعدي المعلم).
بحكم التعريف، يساعد مساعد التدريس في الفصول الدراسية، ولكن العديد من طلاب الدراسات العليا يعملون كمدرسين مستقلين لفصل أو أكثر خلال الفصل الدراسي. يحصل خريجو وأخصائيو التدريس البالغون عادة على راتب ثابت تحدده فترة التعاعقد (عادة لكل فصل دراسي أو سنة أكاديمية). في بعض الأحيان، لا يتلقى الطلاب الجامعيون وطلاب المدارس الثانوية أجورا، وقد يتحصلون على دورة مقابل المساعدة التي يقدمونها  في الولايات المتحدة وغيرها من البلدان ذات النظام الائتماني.

## مساعدو التدريس الجامعي
خريج التعليم المساعدين (غالباً ما يشار إلى غطاس أو مجرد TAs) هي 
```
لطلاب الدراسات العليا التي تستخدمها إدارة في 
كلية
 أو 
جامعة
 في المسؤوليات المتعلقة بالتدريس بعقد مؤقت. في نيوزيلندا، وأستراليا، وبعض الجامعات الكندية، معروفة TAs الدراسات العليا وكذلك مواقف س تا خريج أمريكا الشمالية مدرس توفير التمويل لأبحاث الدراسات العليا-على الرغم من أن الهدف الرئيسي توفير دعم التدريس-وكثيراً ما هو بمثابة خطوة الأولى الوظيفي للأكاديميين الطموحين.
[
3
]
 تا المسؤوليات تختلف بشكل كبير ويمكن أن تشمل: إرشادية؛ عقد مكتب ساعة؛ إينفيجيلاتينج الاختبارات أو الامتحانات؛ ومساعدة 
الأستاذ
 بفئة محاضرة كبيرة بتدريس 
الطلابs
 في دورات التلاوة أو مختبر أو المناقشة. يمكن أيضا استخدام الأساتذة مساعديهم التدريس للمساعدة في تعليم المناقشات خلال الطبقة العادية. وهذا يعطي الفرصة لطلاب الدراسات العليا لاستخدام مهاراتهم التعليمية، كما أن العديد من أجل تحقيق تعليم المهن. مساعدة بعض طلاب الدراسات العليا في دورات 
التعليم عن بعد
 الاجتماع مع الطلاب كما الأساتذة غير قادرين. ينبغي عدم الخلط بين TAs الخريجين زميل التدريسs (TFs) أو s مدرب لطلاب الدراسات العليا (هيئة التأمين)، الذين هم طلاب الدراسات العليا الذين يعملون كمدرب أساسي لدورة تدريبية. ومع ذلك، في بعض الجامعات تُستخدم عناوين TF وتا بالتبادل.
```

### تدريب مساعدي التدريس الجامعي
التدريب في أمريكا الشمالية هو توفير مساعدي التدريس الجامعي وتقديمهم إلى معيار متفق عليه للكفاءة بالممارسة والتعليم. العديد من الجامعات طورت برامج تدريب مساعدي التعليم الجامعي أو تطلب منهم الالتحاق بالدراسة الجامعية، فتدريس طلبه الدراسات العليا يمكن ان يكون التدريس مستفاد وممارس ويمكن تحسينه باستمرار. عادة تدرس هذه البرامج أو الدورات التدريبية بمدربين محترفين متفرغين، مثل أساتذة أو المدرسين ذوي الخبرة، لخلق الإلهام وتحفيز المتدربين فضلا عن تثقيفهم. في التدريب تركز على استخدام استراتيجيات التعلم النشط مثل الأنشطة في الدرجة قدرا كبيرا من الاهتمام وكتابة التعيينات. ويساعد التدريب الفعال مساعدي التدريس الجامعي على تعزز تجربة التعلم للمعلمين والطلاب على حد سواء. أظهرت دراسة أجريت في جامعة كاليفورنيا أن مساعدي التدريس الجامعي الذين أكملوا حلقة عمل تدريبية زادت من الكفاءة الذاتية. الدورات التدريبية ساعدتهم على الشعور أكثر بالثقة في قدرته على مواجهة التحديات المرتبطة بالتدريس على مستوى الكلية. على وجه التحديد، التدريب زاد من الكفاءة الذاتية لمساعدي التعليم العالي في المناطق التعليمية الثلاث: إدارة الفصول الدراسية ومشاركة الطلاب، واستراتيجيات تعليمية. الشباب أشاروا إلى أن الدورة التدريبية الفعالة لمساعدي التدريس الجامعي تحتاج إلى ان تركز على الصعيدين النظري والممارسة العملية لمعالجة الشواغل الأكثر ملاءمة لمساعدي التدريس الجامعي الجدد. وهم يوصون باستقصاء وارد لمساعدي التعليم الجامعي لمعرفة اهتماماتهم التعليمية الخاصة وعلى تكييف برنامج التدريب لتعزيز فعالية الذات في المناطق التي يشعر فيها المساعدون أنهم بحاجة إلى مساعدة. علاوة على ذلك، كذلك، فإن برامج التدريب فعالة وتتكون من مجموعة متنوعة من التقنيات لتعزيز فعالية الذات، بدءا من المحاضرات والمناقشات على العمل الجماعي والدور الذي تلعبه. أخيرًا، يوصون أن تشارك مجموعة من الموظفين في عملية التدريب بحيث مساعدي التدريس الجامعي يعرفون أن لديهم الدعم المؤسسي لأعضاء هيئة التدريس كما يعلمون. التدريب لتطوير الكفاءة الذاتية لمساعدي التدريس الجامعي أمر مهم لأن المعلمين الذين لديهم ثقة في قدراتهم أكثر مخصصة لجهود التدريس وعلى نجاح طلابهم.
وبصفة عامة، نفس التكتيكات والاستراتيجيات التي يستخدمها المدرسون لأهميتها غطاس. وفقا لما ذكره Hal الحضرية، المؤلف من الدروس المستفادة من الفصول الدراسية، مشاركة جميع المدرسين جيدة النوعية الخاصة واحد والحماس. المهم للمعلمين إلى المتعة أثناء العمل الشاق. وجود العاطفة والحماس لموضوع سيزيد احتمالات التدريس الفعال وبعد الطلاب التعاونية في كل مرة كنت تفعل. وهذا يعني، لا تعول على الحماس لتغطية كل ما تحتاجه لتعليم فئة، ولكنه يساعد بالتأكيد. المعلمين بالعاطفة والحماس الهام الطلاب. عن طريق الحصول على لهم المهتمين وحتى متحمسون ما كانوا يتعلمون الطلبة سيكون من الأرجح أن يكون الدافع للتعلم في المواد وأنها ستزيد من الاحتفاظ بحق.

## مساعدو التدريس الجامعي
علوية عادة بمثابة المساعدين الحقيقي إلى فصل دراسي؛ عادة ما اتخذته الدورة التدريبية التي تساعد، غالباً مع الأستاذ نفسه، وقد أدى أداء جيدا في ذلك. وهذه القضية أقل شيوعاً غطاس، إذ كثيرا ما كان الطلبة الجامعيين في المؤسسات الأخرى. خلافا للأساتذة وغطاس، علوية عموما لا تملك راتب ثابت ولكن بدلاً من ذلك يتم دفعها بالساعة، كسب ساعة معتمدة، أو التطوع بوقتهم.

## مساعدو المدرسين في المدارس الثانوية
يستخدم المصطلح التدريس المساعد في المدرسة الثانوية وإعداد المدارس المتوسطة للطلاب أو الكبار التي تساعد معلم مع واحدة أو أكثر من فئات. المسؤوليات والحالات والظروف لمشاركة الأفراد هذه تختلف عن تلك في التعليم العالي. عموما يتحدد موقف رسمي أقل، مهمة تا في التعليم الثانوي بالمعلم المشرفة. وتشمل المهام المشتركة مساعدة الطلاب بسبب عملهم، وأخذ الحضور. معظم مسؤوليات «مساعدي المدرسين» لا تتطلب خبرة البروفيسور المسؤول الأكاديمي. بعض مساعدي المدرسين في هذا المستوى قد تدريس أجزاء من الدروس الطبقة، أو تلقين الدروس لمجموعات صغيرة من الطلاب الذين يحتاجون إلى تعليم إضافي. العديد من أعمال TAs «ثنائي» مع طلاب الاحتياجات الخاصة؛ هذه نبذة الظل على الطالب والمساعدة في إدارة الدرجات، ومنظمة، والسلوك. في بعض أجزاء من الولايات المتحدة العرفي أو حتى يقتضي أن يكون كل الفصول مدرس معتمد واحد وواحد أو أكثر كوتيتشيرس أو مساعدي المدرسين.

## مساعدو المدرسين في المدارس الابتدائية
مساعد تدريس المدرسة الابتدائية من الكبار الذين يتم تعيينهم لمساعدة المعلمين مع الواجبات المتعلقة بفئة، وهي مماثلة لتلك التي ووجهت في إعدادات المتوسطة والثانوية. أحياناً يشار إليها يتمs '(الفقرتان' قصيرة) أو مساعديه للمعلم. عموما يتم تعيين مساعدي المدرسين في المدارس الابتدائية على عقد الذي يستمر خلال العام الدراسي كله. مساعدي مساعدي التدريس مع واجبات متعددة داخل المدارس، ويمكن الاستعانة في التعليم الخاص وكذلك.

## وصلات خارجية
- تينج
- تا ورا والجمعية العامة؟ التمويل؟